# Алессандро Фортіс
Алессандро Фортіс (італ. Alessandro Fortis; 16 вересня 1842 — 4 грудня 1909) — італійський державний і політичний діяч, очолював італійський уряд від березня 1905 до лютого 1906 року.

## Кар'єра
Здобувши юридичну освіту, мав адвокатську практику в Болоньї. 1880 року вперше був обраний до лав італійського парламенту, який відтоді вже не залишав.
1888 року Алессандро отримав пост помічника міністра внутрішніх справ у кабінеті Франческо Кріспі. 1898 очолив міністерство землеробства й торгівлі в кабінеті Луїджі Пеллу, втім уже наступного року до складу кабінету не ввійшов. 1905 року сформував власний ліберальний кабінет, що протримався до лютого 1906.